# ليوناردو دي فيغيروا
ليوناردو دي فيغيروا (بالإسبانية: Leonardo de Figueroa)‏ هو مهندس معماري إسباني، ولد في 1650 في وتيال ‏ في إسبانيا، وتوفي في 1730.